# Ježek bělobřichý
Ježek bělobřichý (Atelerix albiventris) neboli africký trpasličí ježek je savec z rodu Atelerix z čeledi ježkovití. Jeho původ je v oblasti od Senegalu až po Súdán a Zambii. Váží zhruba 450 g, délka samce je 18–23 cm, u samičky to je až 25 cm. Pohlavní dimorfismus není příliš výrazný, samičky jsou těžší a větší, mimo to zde ale není mnoho rozdílů. Tito ježci se v přírodě dožívají 4–6 let, v zajetí je to až 2× více, maximálně 9 let. Ježci občas tzv. hází slinu na záda a při tom dělají neskutečné pozice, miminka to dělají velice často. Neví se přesně, proč to ježci dělají. Toto slinění má něco společného s „parfémováním“ a seznamováním se s novými pachy a chutěmi. Je to terestrický hmyzožravec s noční aktivitou.

## Chov
Tento druh ježka je velmi oblíben pro svou poměrně mírnou povahu a celkem snadný chov. Není kousavý, snadno zkrotne a uvykne si na braní do ruky, kdy se nebrání ježením bodlin. Je to samotář. Je vyšlechtěn v 92 různých variantách.
Je možné krmit různými druhy hmyzu, kočičími granulemi a kapsičkami, některými druhy ovoce a zeleniny, vařeným masem nebo vejci. Vše bez soli a koření. Dospělé jedince krmíme 1x denně, mláďata by měla ke krmivu mít přístup neustále. Ježčí strava nesmí obsahovat čokoládu, citrusové plody, ořechy, rozinky, cibuli, česnek, hrozny, koření a mléčné výrobky – tyto potraviny jsou pro ježky toxické!
Nejmenší doporučovaná podlahová plocha pro jednoho ježka je 0,4 m² (přibližně 90 cm x 45 cm). Jako ubikaci lze použít průhledný dostatečně velký box bez mříží – ježci mají tendenci po mříži lézt a mohou si takto snadno přivodit zranění. Jako podestýlku je vhodné použít bezprašné hobliny nebo recyklovanou podestýlku (např. značky Asan) nejlépe s vysokou absorpcí tekutin a zápachu. Ježek musí mít neustále přístup k čerstvé vodě. Použití napáječek z důvodu možného poškození chrupu o kovový konec není vhodné. Ubikaci je také třeba vybavit vhodným úkrytem (čepicí, hadrem). Ježci jsou náchylní na teplo – ubikace by měla být umístěna na místě, kde se teplota drží mezi 24–26 °C.
V současné době funguje na území ČR chovatelský klub zaměřený na chov ježků bělobřichých.